# Байнетов, Дмитрий Фёдорович
Дмитрий Фёдорович Байнетов (3 февраля 1928 — 10 июня 2013) — советский лётчик-инструктор, заведующий Музеем истории авиации и космонавтики Чернигова.

## Биография
Родился и вырос рядом с Хабаровском.
В 1943 году, окончив восемь классов школы, пошёл работать на авиационный завод слесарем и электрогазосварщиком, изготавливал кабины для пилотов. Работал до ноября 1945 года, получил медаль «За доблестный труд в Великой Отечественной войне».
В 1946 году поступил в школу гражданского воздушного полёта в городе Бугуруслане.
В 1947—1950 годах был курсантом Сталинградского военно-авиационного училища (Новосибирск), обучался управлению истребителем МиГ-15. После окончания служил там лётчиком-инструктором.
С 1952 года служил в Черниговском военном авиационном училище лётчиком-инструктором, лётчиком-методистом, командиром авиационной эскадрильи, заместителем командира полка, старшим штурманом училища, начальником лётно-методологического отдела училища.
Военный летчик-инструктор первого класса, имел 4960 часов налёта. Поднимался в небо на самолётах ОКБ имени Яковлева, МиГ, Aero Vodochody. Среди воспитанников Байнетова — лётчики-космонавты, Герои Советского Союза Л. Кизим, В. Титов; Герой Украины Л. Каденюк; генералы О. Каневский, М. Кокурин и другие. Награждён орденами «За службу Родине в Вооруженных Силах СССР», «За заслуги».
В 1976—1977 годах был советником главного штурмана ВВС Вьетнама.
Вышел в отставку в феврале 1980 года в звании полковника.
Создал Музей истории авиации и космонавтики Чернигова.
Женат с 1952 года на Тамаре Васильевне. Дочь Лариса, сын Сергей (военный лётчик).

## Публикации
- «Черниговские крылья» (1991),
- «Крылатые годы» (2001),
- «Черниговцы — Герои Советского Союза» (2009),
- «Черниговские авиаторы» (2006),
- «Устремлённые в небо» (2011).